# Eledone massyae
Élédone peigne
Espèce
Synonymes
- Moschites brevis Massy, 1916[1]

Eledone massyae, l’Élédone peigne,, est une espèce d’octopodes benthiques vivant le long des côtes de l’Argentine et du Sud du Brésil.

## Systématique
L'espèce Eledone massyae a été décrite en 1964 par l'océanographe, écologiste et zoologiste américain Gilbert L. Voss (d) (1918-1989),.

## Description
Le corps est arrondi et légèrement aplati dorso-ventralement. La tête est plus étroite que le manteau et est séparée de celui-ci par un petit étranglement. L’ouverture du manteau est très large et les bras ont tous la même longueur. Les ventouses sont petites, séparées les unes des autres et fortement enfoncées dans le bras. Le troisième bras possède un hectocotyle chez le mâle. Toujours chez le mâle, les autres bras possèdent des ventouses qui décroissent en nombre jusqu’à la pointe du bras. Après la dernière ventouse se trouvent deux rangées de papilles qui divergent vers les côtés. Chez les femelles, la pointe du bras n’est pas modifiée.
Les femelles possèdent une taille variant de 24 à 91 mm tandis que les mâles varient entre 22 et 80 mm.
Eledone massayae se nourrit principalement de macro-crustacés tels que des crabes de la famille des Portunidae ainsi que de polychètes et des mollusques.

## Distribution
Eledone massyae est retrouvée de manière saisonnière le long du plateau continental de Rio de Janeiro. Sa distribution s’étend au sud jusqu’à la péninsule Valdés en Argentine.

## Habitat
L’espèce est retrouvée sur les fonds de pentes. Au printemps et en été, elle se retrouve dans les zones d’eau froide à environ 60 m de profondeur et ne dépassant pas 18 °C. En automne, elle se retrouve plutôt proche de plateaux continentaux ayant une température maximale de 21 °C tandis qu’en hiver, elle est retrouvée proche de plateaux continentaux ayant des influences d’eaux froides subantarctiques.

## Reproduction
La durée de vie supposée de Eledone massyae est approximativement de deux ans. Les femelles meurent après un unique frai qui se déroule en automne autour de novembre,. Les œufs éclosent vers le mois de mars. Il est supposé que les œufs sont attachés à un substrat solide comme de la roche. Les juvéniles apparaissent en été sur un plateau continental où ils grandissent et atteignent la maturité sexuelle au printemps ou en été de leur deuxième année.
Tout comme les autres espèces d’Eledone, la femelle Eledone massyae est capable de stocker du sperme lorsqu’elle n’est pas encore mature sexuellement afin de l’utiliser lorsqu’elle aura atteint sa maturité sexuelle. Il a été estimé que le sperme peut être stocké pendant un maximum de trois mois entre la copulation et le frai.
Le processus de maturation chez Eledone massyae est différent en fonction des sexes. Les femelles deviennent matures sexuellement lorsque l’ovaire s’élargit en conséquence de production de vitellus. Cet élargissement se produit tard dans la vie de l’individu. Chez les mâles, le processus de maturation sexuel est complexe et commence tôt dans la vie de l’individu. Il est fortement corrélé avec la taille du corps.

## Publication originale
- (en) Gilbert L. Voss, « A Note on Some Cephalopods from Brazil with a Description of a New Species of Octopod, Eledone Massyae », Bulletin of Marine Science, Miami, vol. 14, no 3,‎ 1964, p. 511-516 (lire en ligne).